# Banner Hill
Banner Hill es un lugar designado por el censo ubicado en el condado de Unicoi en el estado estadounidense de Tennessee. En el Censo de 2010 tenía una población de 1.497 habitantes y una densidad poblacional de 421,28 personas por km².

## Geografía
Banner Hill se encuentra ubicado en las coordenadas 36°7′20″N 82°25′13″O / 36.12222, -82.42028. Según la Oficina del Censo de los Estados Unidos, Banner Hill tiene una superficie total de 3.55 km², de la cual 3.55 km² corresponden a tierra firme y (0%) 0 km² es agua.

## Demografía
Según el censo de 2010, había 1.497 personas residiendo en Banner Hill. La densidad de población era de 421,28 hab./km². De los 1.497 habitantes, Banner Hill estaba compuesto por el 93.59% blancos, el 0.6% eran afroamericanos, el 0.33% eran amerindios, el 0.07% eran asiáticos, el 0% eran isleños del Pacífico, el 4.01% eran de otras razas y el 1.4% pertenecían a dos o más razas. Del total de la población el 5.14% eran hispanos o latinos de cualquier raza.